# Dschirga in Kabul 2010
Die Dschirga in Kabul (In der Presse auch als Friedens-Dschirga bekannt) begann am 2. Juni 2010. Dabei trafen sich 1600 Delegierte in Kabul, um über die zukünftige Entwicklung in Afghanistan zu beraten.
Die Versammlung fand auf dem Gelände der Polytechnischen Universität Kabul statt und dauerte drei Tage.

## Teilnehmer
Neben Präsident Hamid Karzai, Bildungsminister Faruk Wardak und dem UN-Sondergesandten Staffan de Mistura kamen 1600 Delegierte, unter denen sich ungefähr 1000 Paschtunen befanden.

## Thema
Die Regierung entwickelte ein Friedens- und Reintegrationsprogramm, das Kämpfern der Aufständischen unter bestimmten Bedingungen Straffreiheit zusicherte. Das 36-seitige Programm wurde mit der UNO abgestimmt.

## Sicherheitslage
Obwohl 12.000 zusätzliche Sicherheitskräfte und Truppen der ISAF  vor Ort waren, kam es schon zu Beginn zu Kämpfen. Dabei detonierten mehrere Sprengsätze und es war Maschinengewehrfeuer zu hören.
Nach der Eröffnungsrede von Präsident Karzai schossen Taliban-Kämpfer Raketen ab, während sich die Polizei mit den Angreifern Gefechte lieferte. Außerdem zündeten zwei Selbstmordattentäter ihre Bomben, ein dritter wurde festgenommen.

Aufgrund der schlechten Sicherheitslage während der Konferenz entließ Präsident Karzai seinen Innenminister Hanif Atmar und Geheimdienstchef Amrullah Saleh. Als neuer Innenminister ist Munir Mangal geplant und den Geheimdienst soll Ibrahim Spinzada leiten.

## Kritik
Schon im Vorfeld gab es Kritik daran, dass zur Konferenz keine Vertreter der Taliban eingeladen waren, ohne welche die Konferenz über den reinen Showcharakter nicht herauskäme. Es gab politische Auseinandersetzungen zwischen Karzai und der US-Regierung bezüglich des Status bestimmter Talibananführer. Während der afghanische Präsident mit ihnen in Dialog treten wollte, sah  Washington in ihnen Terroristen.

## Abschlusserklärung
Abschließend bestätigten die Abgeordneten die im Vorfeld gestellten Forderungen auf Amnestie für Taliban und Al-Qaida-Kämpfer, auf Streichung der Namen von Taliban-Führern von einer Terrorliste der Vereinten Nationen (siehe The List established and maintained by the 1267/1989 Committee), das Verbot unmoralischer Fernsehsender und ein Ende der Korruption.

Zudem forderten die Delegierten einen Höheren Friedensrat, dem Angehörige des Parlaments, der Provinzen und Distrikte angehören sollen und der den Friedensprozess moderiert.

Karzai ordnete als erste Konsequenz eine Überprüfung des Status aller als Taliban Verdächtigten und in afghanischen Gefängnissen Einsitzenden an.

## Auswirkungen
Im Oktober 2010 gründete Karzai einen Friedensrat, der sich auf die Beschlüsse der Dschirga bezog. Diesem gehören 68 von Karzai persönlich ausgewählte Mitglieder an.